# Drapelul Emiratelor Arabe Unite

Raport: 1:2

Drapelul Emiratelor Arabe Unite a fost adoptat la 2 decembrie, 1971.
Conține culorile pan-arabe, roșu, verde, alb și negru, care simbolizează unitatea arabă.
Culorile steagului mai au în plus și următoarele semnificații:
- verdele: fertilitatea
- albul: neutralitatea
- negrul: petrolul, bogăția țării

## Drapelele emiratelor
Fiecare din cele șapte emirate are propriul drapel:

Steagul emiratului Abu Dhabi
Steagul emiratuluii Ajman
Steagul Dubaiului
Steagul Fujairahului (1952–1972)
Steagul Ras Al-Khaimahului
Steagul Sharjahului
Steagul Umm Al-Qaiwainului